# علي جاسم أحمد
علي جاسم أحمد حبيب محمد (مواليد 9 أغسطس 1993 في البحرين) هو لاعب كرة قدم بحريني يجيد اللعب في مركز المهاجم. يلعب حاليا لصالح المالكية الذي ينافس في دوري الدرجة الثانية البحريني منذ 2017.